# José María Morelos, Tlachichuca
José María Morelos är en ort i Mexiko.   Den ligger i kommunen Tlachichuca och delstaten Puebla, i den sydöstra delen av landet, 180 km öster om huvudstaden Mexico City. José María Morelos ligger 2 483 meter över havet och antalet invånare är 1 366.
Terrängen runt José María Morelos är platt åt nordväst, men åt sydost är den kuperad. Runt José María Morelos är det ganska glesbefolkat, med 35 invånare per kvadratkilometer. Närmaste större samhälle är Ciudad Serdán, 17,0 km söder om José María Morelos. Trakten runt José María Morelos består till största delen av jordbruksmark.